# Ghostery
Ghostery（ゴーストリー）は、広告ブロックおよびプライバシー保護を主目的とするソフトウェア製品群である。Cliqzが所有し、オープンソースで開発されている。

## 歴史
Ghosteryは、広告ブロックおよびプライバシー重視を主目的とするブラウザ拡張機能としてデヴィッド・キャンセルによって開発され、2010年にEvidonに買収された。2017年2月にはGhosteryがCliqzに買収された。
2018年3月、Ghosteryはオープンソース化され、ソースコードをGitHubで公開した。これにより、他の広告ブロッカーと同様、セキュリティ研究者はコードの脆弱性を精査でき、Ghosteryがプライバシーを重視するユーザーから信頼を獲得し、製品を保護するものである。

## ソフトウェア展開
Ghostery プライバシー広告ブロッカー
広告をはじめ、Cookieやポップアップ、その他のトラッカーをブロックするブラウザ拡張機能。Mozilla Firefox、Google Chrome、Opera、Safari、Microsoft Edgeに対応する（過去にはInternet Explorerにも対応していた）。
Ghostery プライベートブラウザ
広告とトラッカーをブロックする機能とプライベート検索エンジンを標準装備するウェブブラウザがMicrosoft Windows、macOS、Linux、iOS、Android向けに存在する。